# Víctor Bernat
Víctor Bernat Cuadros (sinh ngày 17 tháng 5 năm 1987) là một cầu thủ bóng đá Andorra hiện đang thi đấu ở vị trí tiền đạo cho câu lạc bộ UE Engordany và Đội tuyển bóng đá quốc gia Andorra.

## Sự nghiệp thi đấu quốc tế
Bernat ra mắt quốc tế cho Andorra vào ngày 6 tháng 9 năm 2020 trong 1 trận đấu thuộc khuôn khổ UEFA Nations League gặp Quần đảo Faroe.

## Thống kê sự nghiệp

### Quốc tế
Tính đến 6 tháng 9 năm 2020
| Andorra   | Andorra | Andorra   |
| Năm       | Số trận | Bàn thắng |
| --------- | ------- | --------- |
| 2020      | 1       | 0         |
| Tổng cộng | 1       | 0         |

### Bàn thắng quốc tế
Tỷ số và kết quả liệt kê bàn thắng đầu tiên của Andorra, cột điểm cho biết điểm số sau mỗi bàn thắng của Bernat.
| #  | Thời gian           | Địa điểm                                         | Đối thủ | Ghi bàn | Kết quả | Giải đấu |
| -- | ------------------- | ------------------------------------------------ | ------- | ------- | ------- | -------- |
| 1. | 28 tháng 3 năm 2022 | Sân vận động Quốc gia, Andorra la Vella, Andorra | Grenada | 1–0     | 1–0     | Giao hữu |